# Скално-култов комплекс Чит кая
Скално-култовият комплекс „Чит кая“ се намира на десния бряг на язовир „Студен кладенец“ в землището на село Лисиците.

## Наименование
„Чит кая“ в превод от местен турски означава „зиданата скала“, наименованието идва от „чит“ – зид, дувар и „кая“ – скала, канара. В някои източници преводът на наименованието е „плетената скала“.

## Описание и особености
Обектът е публикуван за пръв път през 1950 година от Васил Миков.
В скалният масив Чит кая са изсечени 97 броя трапецовидни ниши, някои от които са разрушени от естествени процеси на изветряне и ерозия на скалата. Наблюдават се леки вариации на класическата трапецовидна форма и разлика в размерите. Разположени са в три реда. В скалния венец се наблюдават и впечатляващи орнитоморфни и зооморфни образувания, в които се различават човешки лица, влечуги и птици.